# Las Vegas (Honduras)
Las Vegas – miasto w Hondurasie, w departamencie Santa Barbara. Według Spisu Powszechnego z 2013 roku liczy 9473 mieszkańców. Znajduje się 4 km na zachód od Jeziora Yojoa. W pobliżu znajduje się kopalnia cynku i srebra El Mochito. Miejscowość nabyła prawa miejskie w 1998 roku.